# Pallanuoto ai I Giochi europei
La pallanuoto ai I Giochi europei si è giocata durante la I edizione dei Giochi europei, che si è svolta a Baku, in Azerbaigian, nel 2015.
Inizialmente la pallanuoto non era nella lista delle discipline confermate per i Giochi, a causa delle perplessità dei massimi responsabili continentali di tale sport. Tuttavia, a seguito di alcuni negoziati con gli organizzatori dei Giochi, si è deciso di arrivare a un compromesso: avrebbero preso parte alla prima edizione solo squadre nazionali con atleti di età compresa tra i 16 e i 17 anni.

## Qualificazioni
Entrambe le selezioni dell'Azerbaigian si qualificano di diritto, in quanto Paese ospitante, anche se la rappresentativa femminile rinuncia in seguito. Vengono ammesse anche le squadre qualificate al Campionato Europeo Junior 2013, affiancate da altre nazionali provenienti da diversi tornei di qualificazione. Ogni nazionale può convocare fino a 13 atleti.

### Uomini
| Modalità di qualificazione     | Data                | Sede      | Numero di posti | Nazioni qualificate                                     |
| ------------------------------ | ------------------- | --------- | --------------- | ------------------------------------------------------- |
| Nazione ospitante              | –                   | –         | 1               | Azerbaigian                                             |
| Campionato Europeo Junior 2013 | 8–15 settembre 2013 | Gezira    | 7               | Montenegro Serbia Italia Ungheria Croazia Russia Spagna |
| Torneo di qualificazione A     | 12–15 marzo 2015    | Nijverdal | 2               | Grecia Ucraina                                          |
| Torneo di qualificazione B     | 12–15 marzo 2015    | Graz      | 2               | Slovacchia Turchia                                      |
| Torneo di qualificazione C     | 12–15 marzo 2015    | Stettino  | 2               | Francia Romania                                         |
| Torneo di qualificazione D     | 12–15 marzo 2015    | Gezira    | 2               | Germania Malta                                          |
| Totale                         |                     |           | 16              |                                                         |

### Donne
| Modalità di qualificazione     | Data               | Sede       | Numero di posti | Nazioni qualificate                              |
| ------------------------------ | ------------------ | ---------- | --------------- | ------------------------------------------------ |
| Nazione ospitante              | –                  | –          | 1               | Azerbaigian                                      |
| Campionato Europeo Junior 2013 | 1–8 settembre 2013 | Istanbul   | 6               | Grecia Spagna Paesi Bassi Italia Ungheria Russia |
| Torneo di qualificazione A     | 12–15 marzo 2015   | Nizza      | 2               | Francia Gran Bretagna                            |
| Torneo di qualificazione B     | 12–14 marzo 2015   | Bratislava | 2               | Slovacchia Israele                               |
| Torneo di qualificazione C     | 12–14 marzo 2015   | Belgrado   | 2               | Germania Serbia                                  |
| Total                          |                    |            | 12              |                                                  |

## Podi
| Evento                          | Oro    | Argento | Bronzo |
| Pallanuoto maschile (dettagli)  | Serbia | Spagna  | Grecia |
| Pallanuoto femminile (dettagli) | Russia | Spagna  | Grecia |